# Prémio da Associação dos Cartunistas do Japão
O Prémio da Associação dos Cartunistas do Japão (日本漫画家協会賞, Nihon Mangaka Kyōkai Shō), estabelecido em 1972, é um prémio anual para mangas, organizado pela Associação dos Cartunistas do Japão.

## Vencedores
| Ano  | Grande Prémio                                                                            | Prémio de Excelência | Prémio de Reconhecimento Especial                                    | Prémio MEXT                                    | Prémio Promocional     | Prémio por Empenho                                                          |
| ---- | ---------------------------------------------------------------------------------------- | --- | -------------------------------------------------------------------- | ---------------------------------------------- | ---------------------- | --------------------------------------------------------------------------- |
| 1972 | Doubutsu Manga Hyakka, Yasuo Yoshitomi                                                   | |                                                                      |                                                | Gurou, Miyotaro Sagawa | Nippon Genjin Donaishōntoropusu, Hideo Kiso Hito Kui Gyo, Yoshihiro Tatsumi |
| 1973 | Uchusen Noa, Kunio Hatakeda                                                              | Mimoza Yashiki de Tsukamaete, Yumiko Ōshima Ichiren no Taburo Sakuhin, Kouji Nakajima Sokkuri, Sunao Hari Doraemon, Fujiko Fujio Watashi no Yosei Tachi, Keiichiro Makino |                                                                      |                                                |                        |                                                                             |
| 2008 | 20th Century Boys e 21st Century Boys, Naoki Urasawa Hina-chan no Nichijō, Hiroko Minami | Alfheim no Kishi, Seika Nakayama | Nazo no Mangaka: Sakai Shichima Den, Haruyuki Nakano Manpu Hashizume |                                                |                        |                                                                             |
| 2009 | Kamakura Monogatari, Ryohei Saigan Seiji Manga, Yukiyoshi Tokoro                         | Kaijū no Kodomo, Daisuke Igarashi |                                                                      |                                                |                        |                                                                             |
| 2010 | Shinya Shokudō, Yarō Abe Twilight Hospital, Makoto Ayusawa                               | Takumi Nagayasu |                                                                      |                                                |                        |                                                                             |
| 2011 | Help Man!, Riki Kusaka Rakuga, Kamakiri Uno                                              | | Kōchi                                                                | Moto Hagio                                     |                        |                                                                             |
| 2012 | One Piece, Eiichiro Oda Nekodarake Nice, Kimuchi Yokoyama                                | | Museu Internacional de Manga de Quioto                               | Keiko Takemiya                                 |                        |                                                                             |
| 2013 | Shizukanaru Don, Tatsuo Nitta                                                            | | Kyou mo Ii Tenki, Osamu Yamamoto Pendulum, Tekken                    | Hiroshi Hirata                                 |                        |                                                                             |
| 2014 | Asari-chan, Mayumi Muroyama                                                              | Fuichin Tsaichen!, Motoka Murakami | Manmaru Danchi e Nonki Toori, Shige Oda                              | Kenji Morita                                   |                        |                                                                             |
| 2015 | Kōri no Tenohira Siberia Yokuryūki, Yuki Ozawa Ichigo Sensō, Machiko Kyō                 | Hitokoma Biyori, Seiji Kinami | Makoto Wada                                                          | Chiisana Koi no Monogatari, Chikako Mitsuhashi |                        |                                                                             |
| 2016 | Hanagami Sharaku, Kei Ichinoseki Kariage-kun, Masashi Ueda                               | Daredemo-nai tokoro kara no nagame, Mikio Igarashi | Mikiya Mochizuki                                                     | Ryūzan Aki                                     |                        |                                                                             |
| 2017 | Tsuge yoshiharu: Yume to tabi no sekai, Yoshiharu Tsuge Crazy Manga, Yōji Kuri           | Peleliu: Rakuen no Guernica, Kazuyoshi Takeda | Sanpei Sato                                                          |                                                |                        |                                                                             |